# Gao Chengyong
Gao Chengyong (chino: 高承勇, pinyin: gāochéngyǒng; 10 de noviembre de 1964-3 de enero de 2019) fue un asesino y violador en serie chino. Mutiló los cadáveres de sus víctimas, lo que llevó a su apodo del Jack el Destripador chino en los medios de comunicación de la  República Popular de China. Se cree que mató a once mujeres entre 1988 y 2002.

## Historia
Durante 14 años, Gao violó asesinó y mutiló a once mujeres: nueve en Baiyin, provincia de Gansu, y dos en Baotou, Mongolia Interior. Todas sus víctimas estaban vestidas de rojo. La víctima más joven tenía ocho años. Se cree que el primer asesinato se originó en una tienda de comestibles que manejó con su esposa en Baiyin. Normalmente operaría durante el día y seguiría a sus víctimas a casa, donde atacaría.
Gao violó a sus víctimas a veces mientras estaban vivas y otras veces después de haberlas matado a puñaladas. Extrajo los órganos reproductivos de algunas mujeres después de matarlas y cortó las manos y los senos de al menos una de sus víctimas.

## Arresto y sentencia
Gao fue arrestado en 2016. Sin embargo, el dueño de la tienda de comestibles finalmente fue condenado no por sus propios crímenes, sino por los de un familiar. El ADN de su tío fue tomado por una ofensa menor, y resultó ser lo suficientemente cercano al asesino como para que la policía sospechara que era pariente suyo. Los detectives se concentraron en Gao, recogiendo secretamente su ADN para confirmar que era el solitario "Destripador".
En el juicio, el acusado admitió el asesinato de once mujeres entre 1988 y 2002, en las ciudades septentrionales chinas de Baiyin y Baotou.
Gao fue condenado a muerte y despojado de todos sus bienes el 30 de marzo de 2018, y fue ejecutado el 3 de enero de 2019.

## Origen
Gao, fue un agricultor y comerciante casado y con dos hijos. Nacido en el pueblo de Qingcheng, Distrito de Yuzhong, Gansu.